# Shinzei

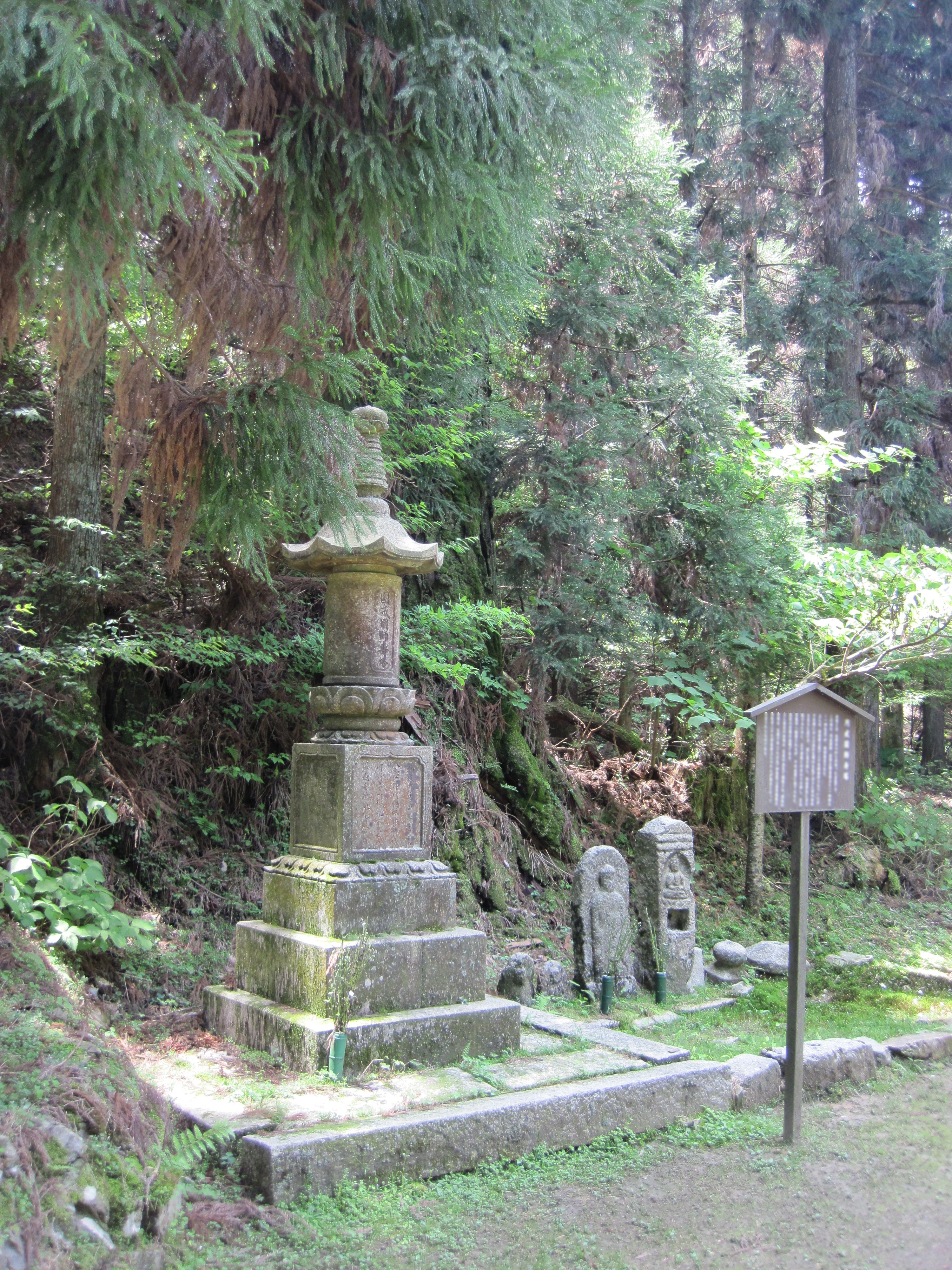
Enkai Kokushi Juto, Kotobuki to grobowiec zbudowany za jego życia. Został zbudowany jako znak jego determinacji, by umrzeć tuż przed udaniem się na emeryturę do świątyni Kurotani Seiryuji. Obecny został odbudowany w epoce Tenpo. Świątynia Enryakuji, góra Hiei, Miasto Otsu w prefekturze Shiga.

Shinzei (jap. 真盛; ur. 27 lutego 1443, zm. 26 marca 1495) – mnich buddyjski związany ze szkołą tendai. Założyciel podszkoły shinzei.

## Biografia
Urodził się w prefekturze Mie, dystrykcie Ichishi w prowincji Ise
Studia buddyjskie rozpoczął w Kōmyō-ji w Ōmi. W wieku 13 lat przyjął ordynację mnisią. Następnie studiował w Mitsuzō-in w prowincji Owari. Gdy miał 18 lat przybył na górę Hiei i przebywał na niej przez dwadzieścia lat. Jego nauczycielem był Keishū.
W 1477 r. otrzymał promocję na tymczasowego starszego asystenta najwyższego kapłana szkoły. W 1482 r., po sześciu latach, zrezygnował ze stanowiska i udał się do klasztoru Seiryū w Kurodani, gdzie rozpoczął praktykę recytowania nembutsu 60000 razy dziennie. Przeczytał także dzieło Genshina Ōjōyōshū, które wywarło na nim wielkie wrażenie. Rozpoczął serię wykładów na jego temat.
W 1486 r. odbudował związany z Genshinem i zniszczony klasztor Saikyō w prowincji Ōmi.
Shinzei zaproponował jednoczącą praktykę inwokacyjnego nembutsu połączoną z przestrzeganiem wskazań mahajany. Wielu z praktykujących nembutsu jego zwolenników było tak żarliwych, że topili się, aby odrodzić się w Czystej Krainie. Shinzei miał silne wsparcie od wielu szlacheckich i militarnych rodów. Sam cesarz Go-Tsuchimikado otrzymał od niego wskazania mahajany, a cesarz Go-Kashiwabara - dziesięć recytacji nembutsu.
Wybudował kilka świątyń, m.in.: Saikō-ji w prowincji Echizen, Sarai-ji w prowincji Ise oraz Sairen-ji w prowincji Iga. Wybudował ponad sto ośrodków praktyki nembutsu w wielu dystryktach. Włożył również wiele wysiłku w nawracanie zwyczajnych ludzi.
Od cesarza Go-Kashiwabary otrzymał pośmiertny tytuł Enkai-kokushi.
Klasztor Saikyō (西教寺) stał się kwaterą główną jego szkoły nazwanej shinzei (lub shinsei).